# Áldozattal járul hozzád
Az Áldozattal járul hozzád egy egyházi ének. Dallama a Tárkányi–Zsasskovszky énekgyűjteményből való, szövegét Tárkányi Béla írta.
Tárkányi Béla egy másik szöveget is írt ugyanehhez a dallamhoz Üdvössége lett e háznak címmel. Ezt búcsú alkalmával és a templom- vagy kápolnaszentelés évfordulóján éneklik.

## Kotta és dallam
| Áldozattal járul hozzád, ó nagy Isten, hív néped, Hogy végtelen jóságodért hálát adjon tenéked. A gyermeki hű szíveknek áldozatját nem veted meg, Szálljon arra országodból isteni szent tetszésed.           | Dicsőség a magasságban a fölséges Istennek, Békesség itt lenn a jámbor, jószándékú embernek. Add, hogy mindig élő hittel, hív reménnyel, szeretettel Mondjunk méltó dicséretet, ó Atyánk, szent nevednek.        |
| Úr Jézus, te hoztad égből az üdvösség igéit, A te drága ajándékod az egekbe vivő hit. Ez élessze szíveinket, ez vezesse tetteinket. Uram, Uram, kihez menjünk, ha malasztod nem segít.                        | Az oltáron megújul most a kereszt áldozata, Mint azt vérrel bűneinkért Megváltónk bemutatta. Ámbár itten nincs vérontás, de megvan az Istenáldás, Bőven árad ránk a váltság, vérének szent harmata.              |
| A kenyér- s boráldozattal felajánljuk szívünket, Szándékunkat, tetteinket és mind egész éltünket. Áldd meg, amit fölszentelnek hív szolgáid szent nevednek. Irgalmasság édes Atyja, ó hallgass meg bennünket. | Az angyalok seregével zengjük: Szent az Úristen! A tiszta szív örömével mondjuk: Szent az Úristen! Zengje velünk az ég és föld, melyet dicső neve bétölt: Szent az Isten, szent az Isten, örökké szent az Isten! |

A másik szöveg:
| Üdvössége lett e háznak a mai szent ünnepen, Ki kezében tart ég s földet: ama Fölség van jelen. Isten, áldd meg e hajlékot, áldj meg minden jószándékot, Mely a buzgó hű szívekben támad most e szent helyen.        | Uram, kinek dicsőségét az ég és föld hirdeti, Te, ki szent vagy, hajlékodat örök szentség illeti. Engedd, hogy szent érzelmekkel, tiszta szívvel s hű lélekkel Szálljanak föl imádással híveid dicséreti. |
| A te házad imádságnak háza, Uram Istenem, És királyi szék az oltár, ott lakik a kegyelem. Engedd, hogy a buzgó hívek, akik benned bízva kérnek, Megnyerhessék a malasztot ezen áldott szent helyen.                  | Istenem, ki e hajlékba megaláztad magadat, Szentlelkednek templomává szenteld bennünk házadat. Mit lelkünkbe építettél, s lakásodul elrendeltél, Hogy méltán elfogadhassunk, add nekünk irgalmadat.       |
| Kit nem ér be, kit nem fog fel az egész nagy mindenség, Mégis tűröd, hogy e hajlék Te házadnak hívassék. Add, hogy boldog célt érhessünk s angyaliddal dicsérhessünk Mennyországod templomában, mindenható Istenség! | |

## Felvételek
- SZVU 220 Áldozattal járul hozzád. YouTube. Kassa, Szemináriumtemplom (2011. március 20.)  (Hozzáférés: 2017. február 11.) (audió)